# Eumesosoma iranus
Eumesosoma iranus is een hooiwagen uit de familie Sclerosomatidae.